# كنار شيب
كنار شيب (بالفارسية: کنار شیب) هي قرية تقع في قسم هوديان الريفي (مقاطعة دلغان) في إيران. يقدر عدد سكانها بـ 80 نسمة بحسب إحصاء 2016.